# District de Qinhuai
Le district de Qinhuai (秦淮区 ; pinyin : Qínhuái Qū) est une subdivision administrative de la province du Jiangsu en Chine. Il est placé sous la juridiction de la ville sous-provinciale de Nankin (Nankin).